# Det är en som har dött i stället för mig
Det är en som har dött i stället för mig är en sång med text skriven omkring 1900 av Carrie E. Breck och musik komponerad före 1911 av Grant Colfax Tullar. Texten översattes 1913. Texten översattes till svenska 1928 av Carl Gustaf Lundin och textbearbetades 1986 av Gunnar Melkstam. 1987 bearbetades texten av Barbro Törnberg-Karlsson.

## Publicerad i
- Segertoner 1930 som nr 127.
- Andliga sånger 1936 som nr 74.
- Förbundstoner 1957 som nr 108 under rubriken "Guds uppenbarelse i Kristus: Jesu lidande och död".
- Segertoner 1960 som nr 127.
- EFS-tillägget 1986 som nr 734 under rubriken "Fastan".
- Psalmer och Sånger 1987 som nr 507 under rubriken "Kyrkoåret - Fastan"[1]
- Segertoner 1988 som nr 448 under rubriken "Ur kyrkoåret - Jesu lidande och död – fastetiden".[2]
- Frälsningsarméns sångbok 1990 som nr 727 under rubriken "Fastan".